# Elie-Jean-François Le Guillou
Elie-Jean-François Le Guillou (Quimperlé, 30 juni 1806  - 1 januari 1894) was een Franse arts en natuurwetenschapper. Zijn vader Henri Le Guillou was arts in Quimperlé.
Le Guillou nam in 1837-1840 deel aan de expeditie van de Franse marineschepen l'Astrolabe en la Zélée naar de zuidelijke poolgebieden, geleid door Jules Dumont d'Urville. Die reis ging onder meer naar de eilanden van de Indische Archipel, Polynesië, Australië en Antarctica. Hijzelf had de functie van hoofdchirurg (chirurgien-major) aan boord van de Zélée, die onder het bevel stond van Charles Hector Jacquinot, de tweede in bevel na Dumont d'Urville. Le Guillou hield zich hoofdzakelijk bezig met entomologie, maar daarnaast verzamelde hij ook meer dan 3.000 gesteentemonsters, onder meer aan de kusten van de straat van Magelhaes en zuidelijk Tasmanië (Van Diemensland).
Le Guillou kreeg het tijdens deze expeditie aan de stok met d'Urville, maar hij had geen steun van de bemanning. Aan het einde van het tweede deel van zijn reisbeschrijving schreef hij een scherpe repliek op de kritiek van (de kort ervoor overleden) d'Urville in diens reisverhaal ten aanzien van Le Guillou. Daarop publiceerde de bemanning in de Annales maritimes et coloniales een protest tegen deze aanval van Le Guillou.
Over zijn wetenschappelijk werk schreef hij het tweedelige Souvenirs d'un naturaliste, ou recueil des observations d'histoire naturelle, faites par M. le docteur Élie Le Guillou, Chirurgien-Major de la Zelée, pendant le dernier voyage de circum-navigation du contre-amiral Dumont-D'Urville en in diverse artikels beschreef hij de soorten die hij tijdens de reis had verzameld. Daarbij zijn onder meer de mierensoorten Formica amyoti, Formica arcuata en Ponera araneoides.
- Bibliothèque nationale de France: cb10692842p (data)
- Stuttgart Database of Scientific Illustrators 1450–1950: 8436
- Gemeinsame Normdatei: 1035422999
- Base Léonore: LH//1565/66
- Système universitaire de documentation: 08168570X
- Virtual International Authority File: 14761114